# Вольмар Антон Шліппенбах
Вольмар Антон фон Шліппенбах (нім. Wolmar Anton von Schlippenbach; 23 лютого 1653 — 1739) — військовий діяч королівства Швеція і Російської імперії.

## Життєпис

### Молоді роки
Походив зі знатного вестфальського роду Шліппенбахів, лівонської гілки Альт-Борігузен. Син Йоганна фон Шліппенбаха, майора Ризького полку, та Марії фон Райх. Народився 1653 року в одному з родинних замків. До 5 років виховувався матір'ю. Потім його було відправлено до Риги, де здобув початкову освіту. Згодом здобув ґрунтовну освіту, захопившись садівництвом та ботанікою, багато часу проводив в бібліотеці Шліппенбахів. Також вільно оволодів польською, німецькою, французькою, шведською мовами, латиною. Замолоду оженився з представницею впливового роду фон Лівенів.

### На Шведській службі
Розпочав службу у шведській армії. В чині капітана брав участь у війні з Данією. 1678 року стає майором Ризького полку. Потім служив в Шведській Померанії. 1680 року виступив проти редукції, оголошеної королем Карлом XI, долучившись до відповідної петиції. Ініціатора подання петиції Йоганна Райнгольда фон Паткуля оголосили зрадником, він вимушений був тікати за кордон. Лише втручання фельдмаршала Еріка Дальберга і генерал-майора Карла Магнуса Стюарта врятувало Шліппенбаха, який залишився на військовій службі.
1688 року стає підполковником в Ризькому полку, потім переведений до Саволаксько-Нюшлотського піхотного полку. Разом з тим король із підозрою ставився до Шліппенбаха.
З початком Великої північної війни 1700 року звернувся до короля Карла XII сформувати за власний рахунок драгунський полк, на що отримав згоду. Тоді ж підвищений до полковника та призначений шефом Ліфлянського вербованого драгунського полку.
26 жовтня того ж року завдав поразки московському війську на західному березі Чудсько-Псковського озера. Після битви під Нарвою Шліппенбах залишився з полком на зимівлю біля західного узбережжя Чудського озера Слідом за цим отримав від короля допомогу у 600 рейтарів з Абосько-Б'єонебоського кавалерійського полку.
У січні 1701 року у битві біля Цесвайна завдав поразки саксонцям. Невдовзі долучився до війська під орудою генерал-лейтенанта Якоба Спенса, якому було доручено захопити Псковсько-Печорський монастир та Ізборськ. У лютому 1701 року біля Печорської слободи сталася битва. 4100 шведам протистояли 2 полки псковських стрільців, Чернігівський полк на чолі з Юхимом Лизогубом та спеціальний корпус українських козаків під проводом наказного гетьмана Івана Обидовського, псковське боярське ополчення. Шведи здобули перемогу, але монастир захопити не змогли. У битві загинув Обидовський. Спроба Шліппенбаха зайняти Ізборськ виявилася невдалою. Невдовзі був призначений командувати військами в Естляндії та Лівонії. У нього було 8 тис. військ, значну частину яких становили ландміліція та найманці. Фактично Шліппенбах мав 3100 солдатів. Втім у вересні в битві біля мизи в Риуге завдав поразки московському війську на чолі з Борисом Шереметєвим. За це Шліппенбаха було підвищено до генерал-майора.
На початок 1702 року мав для оборони Естляндії та Лівонії 5 тис. регулярно та 3 тис. ландміліцейського війська, які були розкидані фортецями на значній території. Невдовзі у битві біля мизи Ерестфер, маючи 3 тис. солдат, зазнав поразки від Бориса Шереметєва, що мав більше 18 тис. вояків. Після цього Шліппенбах звернувся до королівського уряду до підкріплень. Втім через те, що Шліппенбах приховав розмір втрат (побоюючись покарання), отримав незначні війська. В результаті зміг збільшити армію до 8 тис. солдатів (замість планових 20 тис.). У липні 1702 року в битві біля Гуммельсгофа Шліппенбах зазнав нової поразки від Шереметєва. Це значно погіршило становище шведських залог в Естляндії та Лівонії. 1703 року без бою залишив Раквере, відступивши до Ревеля. За це король позбавив Шліппенбаха посади командувача. Замість нього було призначено Адама Людвіга Левенгаупта. Натомість Шліппенбах стає віцегубернатором Естляндії. 1704 року зібрав корпус у 1400 солдатів, але біля Раквере зазнав нищівної поразки.
Згодом служив під орудою Левенгаупта. Брав участь у битві під Лісною, але зміг врятуватися та прибути до табору короля Карла XII. 1709 року брав участь у битві під Полтавою, де потрапив у полон.

## На російській службі
Невдовзі відійшов від інших полонених шведських генералів. 1712 року перейшов на службу до російського імператора Петра I. 1714 року очолив Рязанський піхотний полк, на чолі якого відзначився у Гангутській битві. За це отримав звання російського генерал-поручика.
В подальшому став членом Військової колегії. 1718 року призначено членом Верховного суду. Отримав звання генерал-лейтенанта, таємного радника й барона Російської імперії. Помер у грудні 1739 року. Поховано в Ревельському соборі.

## Родина
Дружина — Марія Гелена, донька Райнгольда фон Левена, генерал-губернатора Езеля.
Діти:
- Крістер Райгольд (д/н—1716)
- Анна Гертруда Єлизавета (1667—1750)
- Генріх Йоганн (1679—1748)
- Беренд Фрідріх (1695—1737)
- Сірі Гелена (д/н—1730), дружина Густава Рейнгольдо фон Левена
- Марія Магдалена